# Coupe d'Europe du 10 000 mètres 2022
Navigation
Édition précédente Édition suivante
La Coupe d'Europe du 10 000 mètres 2022 (anglais : 2022 European 10,000m Cup) se déroule le 28 mai 2022 à Pacé en France.
La compétition fait aussi office de Championnats de France du 10 000 mètres.

## Médaillés
| Épreuve     | Or                                 | Argent                        | Bronze                                 |
| ----------- | ---------------------------------- | ----------------------------- | -------------------------------------- |
| Individuel  |                                    |                               |                                        |
| Hommes      | Jimmy Gressier 27 min 24 s 51 (PB) | Carlos Mayo 27 min 53 s 12    | Aras Kaya 27 min 58 s 08 (SB)          |
| Femmes      | Yasemin Can 31 min 20 s 18         | Alina Reh 31 min 39 s 86 (SB) | Katharina Steinruck 32 min 3 s 88 (PB) |
| Par équipes |                                    |                               |                                        |
| Hommes      | France 1 h 23 min 30 s 11          | Espagne 1 h 24 min 05 s 79    | Allemagne 1 h 24 min 47 s 49           |
| Femmes      | Allemagne 1 h 36 min 09 s 44       | Turquie 1 h 37 min 14 s 68    | Royaume-Uni 1 h 37 min 54 s 89         |

## Résultats détaillés

### Hommes
| Rang               | Série | Athlète         | Pays      | Temps    | Note |
| ------------------ | ----- | --------------- | --------- | -------- | ---- |
| Médaille d'or      | A     | Jimmy Gressier  | France    | 27:24.51 | PB   |
| Médaille d'argent  | A     | Carlos Mayo     | Espagne   | 27:53.12 | SB   |
| Médaille de bronze | A     | Aras Kaya       | Turquie   | 27:58.08 | SB   |
| 4                  | A     | Yann Schrub     | France    | 28:59.32 | SB   |
| 5                  | A     | Pietro Riva     | Italie    | 28:01.07 | PB   |
| 6                  | A     | Efrem Gidey     | Irlande   | 28:01.50 | PB   |
| 7                  | A     | Filimon Abraham | Allemagne | 28:03.39 | PB   |
| 8                  | A     | Roberto Alaiz   | Espagne   | 28:04.01 | PB   |
| 9                  | A     | Nils Voigt      | Allemagne | 28:04.81 | SB   |
| 10                 | A     | Gashau Ayale    | Israël    | 28:05.28 | PB   |

| Rang               | Pays      | Temps      | Notes |
| ------------------ | --------- | ---------- | ----- |
| Médaille d'or      | France    | 0:00:00.00 |       |
| Médaille d'argent  | Espagne   | 0:00:00.00 |       |
| Médaille de bronze | Allemagne | 0:00:00.00 |       |

### Femmes
| Rang               | Série | Athlète             | Pays            | Temps    | Note  |
| ------------------ | ----- | ------------------- | --------------- | -------- | ----- |
| Médaille d'or      | A     | Yasemin Can         | Turquie         | 31:20.18 | EL    |
| Médaille d'argent  | A     | Alina Reh           | Allemagne       | 31:39.86 | SB    |
| Médaille de bronze | A     | Katharina Steinruck | Allemagne       | 32:03.88 | PB    |
| 4                  | A     | Valeriia Zinenko    | Ukraine         | 32:07.28 | PB    |
| 5                  | A     | Maitane Melero      | Espagne         | 32:08.57 | PB    |
| 6                  | A     | Moira Stewartová    | Tchéquie        | 32:08.96 | NR    |
| 7                  | A     | Anna Arnaudo        | Italie          | 32:09.54 | EU23L |
| 8                  | A     | Mekdes Woldu        | France          | 32:11.72 | PB    |
| 9                  | A     | Abbie Donnelly      | Grande-Bretagne | 32:20.82 | PB    |
| 10                 | A     | Eva Dieterich       | Allemagne       | 32:25.70 | PB    |

| Rang               | Pays            | Temps      | Notes |
| ------------------ | --------------- | ---------- | ----- |
| Médaille d'or      | Allemagne       | 0:00:00.00 |       |
| Médaille d'argent  | Turquie         | 0:00:00.00 |       |
| Médaille de bronze | Grande-Bretagne | 0:00:00.00 |       |

## Légende
Records et Performances
- AR : Record continental (area record)
- CR : Record des championnats (championship record)
- MR : Record du meeting (meet record)
- NR : Record national (national record)
- OR : Record olympique (olympic record)
- PR : Record paralympique (paralympic record)
- PB : Record personnel (personal best)
- SB : Meilleure performance personnelle de la saison (season's best)
- WL : Meilleure performance mondiale de l'année (world leader)
- WJR : Record du monde junior (world junior record)
- WR : Record du monde (world record)

Circonstances et Conditions
- DNF : N'a pas terminé (did not finish)
- DNS : N'a pas pris le départ (did not start)
- DQ : Disqualification (disqualification)
- NM : Aucun essai valable enregistré (No Mark)
- Q : Qualifié « directement » au prochain tour (ou à la prochaine compétition), lors d'une compétition majeure, grâce au classement ou à la réalisation des minima (automatic qualifier)
- q : Qualifié au prochain tour (ou à la prochaine compétition), lors d'une compétition majeure, grâce au repêchage ou à la réalisation de l'une des meilleures performances parmi celles des « non qualifiés directement » (grâce au meilleur temps ou à la meilleure distance par exemple) (secondary qualifier)